# Мегабиз I
Мегабиз (др.-греч. Μεγάβυζος, VI век до н. э.) (Багабухша) — перс, один из участников убийства 29 сентября 522 года до н. э. Лже-Смердиса (или Бардии).

## Биография
Не исключено, что при Кире Великом Мегабиз занимал пост сатрапа Аравии, если, как отметил М. А. Дандамаев, можно полагаться по данному моменту на «Киропедию» Ксенофонта. Исследователь В. П. Орлов считает это безусловным анахронизмом, так как при Кире не было института сатрапов, а Аравия не входила в состав державы Ахеменидов.
«Багабухша, сын Датувахни» упоминается в Бехистунской надписи наряду с шестью другими персами, принявшими 29 сентября 522 года до н. э. участие в убийстве Лже-Смердиса (или Бардии). Его имя названо здесь пятым по счёту. Возможно, что именно его Ктесий называет Бариссом. По свидетельству Геродота, Мегабиза к участию в заговоре привлёк Гобрий. У «отца истории» Отана, Мегабиз и Дарий спорят о наилучших формах управления. По замечанию И. О. Сурикова, знатные персы здесь рассуждают как завзятые софисты. При этом Мегабиз выступил после восхвалявшего демократию Отаны в поддержку олигархического строя, при котором властвовать будут не «чернь» или «тиран», а он сам с единомышленниками. По мнению Орлова, сам факт участия в Мегабиза в этой дискуссии свидетельствует о его важной политической роли.
Некоторые исследователи полагают, что именно Мегабиза Дарий оставил своим главным полководцем в Европе, когда были покорены ранее неподвластные персам города на Геллеспонте и вдоль побережья Фракии, а также покорилась Македония.
Сыном Мегабиза был Зопир.